# ارو (دهانه)
ارو یک دهانه برخوردی در ماه‌ است.

## دهانه‌های اقماری
این دهانه ۵ دهانه اقماری دارد.
| Erro | عرض جغرافیایی | طول جغرافیایی | قطر          |
| ---- | ------------- | ------------- | ------------ |
| V    | ۶.۳° N        | ۹۷.۸° E       | ۱۸.۰ کیلومتر |
| K    | ۳.۸° N        | ۹۹.۶° E       | ۱۷.۰ کیلومتر |
| J    | ۴.۶° N        | ۹۹.۴° E       | ۱۵.۰ کیلومتر |
| D    | ۶.۸° N        | ۱۰۰.۵° E      | ۳۰.۰ کیلومتر |
| T    | ۵.۶° N        | ۹۶.۹° E       | ۱۶.۰ کیلومتر |